# Stefan Baumeister
Stefan Baumeister (* 18. April 1993 in Bad Aibling) ist ein deutscher Snowboarder.

## Werdegang
Baumeister nimmt seit 2008 am Europacup teil. Dabei holte er bisher sieben Siege und gewann in der Saison 2011/12 die Parallelwertung.(Stand:Saisonende 2021/22) Sein erstes Weltcuprennen fuhr er im Februar 2010 in Sudelfeld, welches er auf dem 33. Platz im Parallel-Riesenslalom beendete und damit auch seine ersten Weltcuppunkte gewann. Bei den Snowboard-Weltmeisterschaften 2013 in Stoneham belegte er den 35. Platz im Parallel-Riesenslalom und den 23. Rang im Parallelslalom. Im März 2013 gewann er bei den Juniorenweltmeisterschaften in Erzurum Bronze im Parallel-Riesenslalom und Gold im Parallelslalom.
Bei den deutschen Meisterschaften 2013 gewann er Gold im Parallelslalom und Parallel-Riesenslalom.
Seine bisher beste Platzierung bei einem Weltcuprennen erreichte er im Januar 2014 in Bad Gastein mit dem achten Rang im Parallelslalom. Bei seiner ersten Olympiateilnahme 2014 in Sotschi errang er den 20. Platz im Parallel-Riesenslalom und den 14. Platz im Parallelslalom. Im folgenden Jahr belegte er bei den Snowboard-Weltmeisterschaften 2015 am Kreischberg den 35. Platz im Parallel-Riesenslalom und den 15. Platz im Parallelslalom. In der Saison 2016/17 kam er bei neun Weltcupteilnahmen dreimal unter den ersten Zehn. Dabei errang er im Parallel-Riesenslalom in Bansko den dritten Platz und holte im Parallelslalom in Winterberg seinen ersten Weltcupsieg. Beim Saisonhöhepunkt den Snowboard-Weltmeisterschaften 2017 in Sierra Nevada belegte er den 23. Platz im Parallel-Riesenslalom und den elften Rang im Parallelslalom. Die Saison beendete er auf dem elften Platz im Parallel-Riesenslalom-Weltcup, auf dem siebten Rang im Parallelweltcup und auf dem zweiten Platz im Parallelslalom-Weltcup. Bei den Olympischen Winterspielen 2018 in Pyeongchang wurde er Sechster im Parallel-Riesenslalom. Im März 2018 holte er im Parallel-Riesenslalom in Kayseri seinen zweiten Weltcupsieg.
In der Saison 2018/19 gewann Baumeister mit fünf Top-Zehn-Platzierungen den Parallelslalom-Weltcup. Zudem wurde er Siebter im Parallelweltcup und errang im Secret Garden Skiresort den dritten Platz im Parallel-Riesenslalom, den zweiten Rang in Winterberg und den ersten Platz in Bad Gastein jeweils im Parallelslalom. Beim Saisonhöhepunkt, den Snowboard-Weltmeisterschaften 2019 in Park City, gewann er im Parallelslalom und im Parallel-Riesenslalom jeweils die Bronzemedaille. In der folgenden Saison errang er mit zwei dritten Plätzen und einen zweiten Platz, den siebten Platz im Parallel-Riesenslalom-Weltcup, den dritten Platz im Parallelslalom-Weltcup und den zweiten Platz im Parallelweltcup. Zudem siegte er in Bad Gastein und in Piancavallo zusammen mit Ramona Theresia Hofmeister im Team-Wettbewerb. Bei den Snowboard-Weltmeisterschaften 2021 in Rogla belegte er in den beiden Paralleldisziplinen jeweils den 20. Platz. In der Saison 2021/22 gewann er mit drei Siegen sowie zwei zweiten Plätzen den Parallel-Riesenslalom-Weltcup. Zudem wurde er Zweiter im Parallel-Weltcup. Bei den Olympischen Winterspielen 2022 in Peking errang er den 18. Platz im Parallel-Riesenslalom.

## Teilnahmen an Weltmeisterschaften und Olympischen Winterspielen

### Olympische Spiele
- 2014 Sotschi: 14. Platz Parallelslalom, 20. Platz Parallel-Riesenslalom
- 2018 Pyeongchang: 6. Platz Parallel-Riesenslalom
- 2022 Peking: 18. Platz Parallel-Riesenslalom

### Weltmeisterschaften
- 2013 Stoneham: 23. Platz Parallelslalom, 35. Platz Parallel-Riesenslalom
- 2015 Kreischberg: 15. Platz Parallelslalom, 35. Platz Parallel-Riesenslalom
- 2017 Sierra Nevada: 11. Platz Parallelslalom, 23. Platz Parallel-Riesenslalom
- 2019 Park City: 3. Platz Parallelslalom, 3. Platz Parallel-Riesenslalom
- 2021 Rogla: 20. Platz Parallelslalom, 20. Platz Parallel-Riesenslalom
- 2023 Bakuriani: 7. Platz Parallelslalom Team, 31. Platz Parallelslalom, 31. Platz Parallel-Riesenslalom
- 2025 Engadin: 2. Platz Parallel-Riesenslalom, 6. Platz Parallelslalom, 9. Platz Parallel-Team

## Weltcupsiege und Weltcup-Gesamtplatzierungen

### Weltcupsiege

#### Weltcupsiege im Einzel
| Nr. | Datum             | Ort         | Disziplin             |
| --- | ----------------- | ----------- | --------------------- |
| 1.  | 18. März 2017     | Winterberg  | Parallelslalom        |
| 2.  | 3. März 2018      | Kayseri     | Parallel-Riesenslalom |
| 3.  | 8. Januar 2019    | Bad Gastein | Parallelslalom        |
| 4.  | 16. Dezember 2021 | Carezza     | Parallel-Riesenslalom |
| 5.  | 14. Januar 2022   | Simonhöhe   | Parallel-Riesenslalom |

#### Weltcupsiege im Team
| Nr. | Datum           | Ort             |
| --- | --------------- | --------------- |
| 1.  | 15. Januar 2020 | Bad Gastein 1   |
| 2.  | 26. Januar 2020 | Piancavallo 1   |
| 3.  | 20. März 2022   | Berchtesgaden 1 |

### Weltcup-Gesamtplatzierungen
| Saison  | Parallel | Parallel | Parallel-Riesenslalom | Parallel-Riesenslalom | Parallelslalom | Parallelslalom |
| Saison  | Punkte   | Platz    | Punkte                | Platz                 | Punkte         | Platz          |
| ------- | -------- | -------- | --------------------- | --------------------- | -------------- | -------------- |
| 2009/10 | 24       | 74.      | –                     | –                     | –              | –              |
| 2010/11 | 20       | 68.      | –                     | –                     | –              | –              |
| 2011/12 | –        | –        | –                     | –                     | –              | –              |
| 2012/13 | 157      | 45.      | 117                   | 43.                   | 72             | 39.            |
| 2013/14 | 580      | 25.      | 202                   | 28.                   | 378            | 21.            |
| 2014/15 | 558      | 30.      | 280                   | 30.                   | 278            | 34.            |
| 2015/16 | 638      | 25.      | 122                   | 35.                   | 516            | 17.            |
| 2016/17 | 2680     | 7.       | 1240                  | 11.                   | 1440           | 2.             |
| 2017/18 | 2260     | 16.      | 1830                  | 16.                   | 430            | 18.            |
| 2018/19 | 3554     | 7.       | 1534                  | 13.                   | 2020           | 1.             |
| 2019/20 | 4165     | 2.       | 2565                  | 7.                    | 1600           | 3.             |
| 2020/21 | 192      | 14.      | 117                   | 15.                   | 75             | 15.            |
| 2021/22 | 506      | 2.       | 384                   | 1.                    | 122            | 7.             |
| 2022/23 | 335      | 10.      | 140                   | 12.                   | 195            | 6.             |
| 2023/24 | 140      | 21.      | 47                    | 26.                   | 93             | 15.            |
| 2024/25 | 224      | 22.      | 118                   | 25.                   | 106            | 15.            |